# Yasin Hayal
Yasin Hayal (* 1981 in Trabzon) ist ein türkischer Straftäter aus dem nationalistischen Umfeld, der auch in die Ermordung Hrant Dinks involviert war.

## Persönliches
Yasin Hayal wurde im Jahre 1981 in Trabzon am Schwarzen Meer geboren. Der Name seines Vaters lautet Bahattin Hayal. Im Jahre 1999 schloss er die gymnasiale Schulbildung ab. Von 1999 bis 2001 arbeitete er in der Büyük Birlik Partisi mit. Insbesondere soll er sich nach eigenen Aussagen in der Jugendarbeit der Partei engagiert haben. Seinen Militärdienst leistete Hayal 2002 in Konya ab. Die Besetzung des Irak hinterließ großen Eindruck auf Hayal. Er bestritt seinen Lebensunterhalt mit dem Verkauf von Simit und dem Davul-Spielen auf Hochzeiten. Ferner arbeitete er mit seinem Bruder Ömer und seinem Vater als Bauarbeiter. Er versuchte, als Kämpfer nach Tschetschenien zu gelangen, was jedoch misslang.

## Haft
Am 24. Oktober 2004 verübte Yasin Hayal einen Anschlag mit einer Splitterbombe auf eine McDonald’s-Filiale in Trabzon in der Türkei. Bei dem Anschlag wurden sechs Menschen verletzt. Zur Begründung gab er später an, die Filiale sei im Fastenmonat Ramadan geöffnet gewesen. Hayal wurde zu einer mehrjährigen Haftstrafe verurteilt. Er wurde jedoch nach 11 Monaten auf Bewährung entlassen. Nach Aufhebung des Urteils wurde er im April 2009 bei der Revisionsverhandlung erneut zu derselben Strafe verurteilt. Er befand sich aber bereits wieder in Haft, da er 2007 den damals 16-jährigen Ogün Samast angestachelt hatte, den armenischstämmigen Chefredakteur der Zeitung Agos, Hrant Dink, zu ermorden. Yasin Hayal besorgte auch die Tatwaffe und gilt als Kopf der Bande. Osman Hayal, der ältere Bruder Yasins, ist ebenfalls der Beteiligung an der Ermordung Hrant Dinks angeklagt.